# Communauté d’agglomération de la Région Nazairienne et de l’Estuaire
Die Communauté d’agglomération de la Région Nazairienne et de l’Estuaire (CARENE) (inoffiziell Saint-Nazaire Agglo) ist ein französischer Gemeindeverband mit der Rechtsform einer Communauté d’agglomération im Département Loire-Atlantique in der Region Pays de la Loire. Sie wurde am 31. Dezember 2000 gegründet und umfasst zehn Gemeinden. Der Verwaltungssitz befindet sich in der Stadt Saint-Nazaire.

## Mitgliedsgemeinden
| Gemeinde                                                             | Einwohner 1. Januar 2022 | Fläche km² | Dichte Einw./km² | Code INSEE | Postleitzahl |
| -------------------------------------------------------------------- | ------------------------ | ---------- | ---------------- | ---------- | ------------ |
| Besné                                                                | 3.317                    | 17,54      | 189              | 44013      | 44160        |
| Donges                                                               | 8.117                    | 48,5       | 167              | 44052      | 44480        |
| La Chapelle-des-Marais                                               | 4.424                    | 18,05      | 245              | 44030      | 44410        |
| Montoir-de-Bretagne                                                  | 7.289                    | 36,79      | 198              | 44103      | 44550        |
| Pornichet                                                            | 12.530                   | 12,67      | 989              | 44132      | 44380        |
| Saint-André-des-Eaux                                                 | 6.949                    | 24,71      | 281              | 44151      | 44117        |
| Saint-Joachim                                                        | 4.125                    | 86,22      | 48               | 44168      | 44720        |
| Saint-Malo-de-Guersac                                                | 3.221                    | 14,62      | 220              | 44176      | 44550        |
| Saint-Nazaire                                                        | 73.111                   | 46,79      | 1.563            | 44184      | 44600        |
| Trignac                                                              | 8.234                    | 14,38      | 573              | 44210      | 44570        |
| Communauté d’agglomération de la Région Nazairienne et de l’Estuaire | 131.317                  | 320,27     | 410              | –          | –            |